# Негрис, Александрос
Але́ксандрос Не́грис (греч. Αλέξανδρος Νέγρης, англ. Alexander Negris) — греческий военнослужащий (полковник) и учёный XIX века, участник Греческой войны за независимость, профессор греческого языка Гарвардского и Эдинбургского университетов. Первый профессор новогреческого языка в Гарвардском университете, автор книги «Grammar of the Modern Greek Language» (Бостон, 1828) — первого выпущенного в США учебника по грамматике новогреческого языка (на греческом языке). Один из первых греков в Бостоне (Массачусетс). Член аристократического фанариотского рода Негрис.

## Биография
Родился в Афинах в семье Александра Фёдоровича Негри (Αλέξανδρος Θεοδώρου Νέγρης), российского дипломата и учёного, и Элени Ипсиланти, дочери Константиноса Ипсилантиса. Вырос в Константинополе.
Зимой 1827 года прибыл в Бостон.
С 1828 года, после окончания военной карьеры, преподавал новогреческий язык в Гарвардском университете.
В 1829 году переехал в Коннектикут. Позднее в этом же году иммигрировал сначала в Амстердам (Нидерланды), а затем в Эдинбург (Шотландия).

## Семья
В 1838 году женился на Элизе Свит в Лондоне.

## Публикации
- A Grammar of the Modern Greek Language with an Appendix Containing Original Specimens of Prose and Verse. — Συνοπτικὴ τῆς Ἁπλοελληνικῆς Διαλέκτου Γραμματική. Hilliard, Gray, Little, and Wilkins, Boston, 1828 (Digitalisat); Anonyme Rezension in: The Christian Examiner and General Review Vol. VI = New Series Vol. I, Boston 1829, S. 324—330 (Digitalisat).
- The Orations Of Aeschines And Demosthenes On The Crown: With Modern Greek Prolegomena, And English Notes (1829). Kessinger Publishing, Paperback, 2009, ISBN 1-104-39793-5.
- A Dictionary Of Modern Greek Proverbs with an English Translation, Explanatory Remarks, and Philological Illustrations. Thomas Clark, Edinburgh, 1831. Nachdruck: Kessinger Publishing, Paperback, 2009, ISBN 1-104-59218-5 (Digitalisat); auch: Nabu Press, Paperback, 2010, ISBN 1-145-44899-2.
- The History Of Herodotus Of Halicarnassus In Nine Books, with Prolegomena, Notes, and Emendations. 2 Bde. Thomas Clark, Edinburgh, 1833. Kessinger Publishing, Paperback, ISBN 1-161-00571-4 (Digitalisat Band 1; Band 2). Anonyme Rezension in: The Gentleman‘s Magazine. Volume VII New Series. William Pickering, John Bowyer Nichols and Sons, London 1837, S. 28-36 (Digitalisat).
- The Works Of Pindar: With Various Readings, Notes, And Emendations (1835). Kessinger Publishing, Paperback, 2009, ISBN 1-104-50964-4.
- Edward Robinson: A Greek and English lexicon of the New Testament. Revised by Alexander Negris. T. and T. Clark, Edinburgh, 1872.